# It Only Takes a Minute
"It Only Takes a Minute" is een nummer uit 1975 van de Amerikaanse soul-/R&B-groep Tavares, uitgebracht als de eerste single van hun derde album, In the City (1975). Het nummer was de enige top 10-pophit van de groep in de Verenigde Staten, met een piek op nummer 10, en hun tweede nummer 1-hit in de Amerikaanse soulhitlijsten.  In de Amerikaanse discohitlijst stond "It Only Takes a Minute" vijf weken op nummer 2 en was het de eerste van vier noteringen in de hitlijst. Het nummer werd vervolgens gecoverd door Jonathan King, die in 1976 optrad als 100 Ton and a Feather, en door de boyband Take That in 1992.
Een geremasterde versie van het origineel van de Tavares is te horen op de soundtrack van Konami's dansspel Dance Dance Revolution 3rd Mix, uitgebracht in 1999. Een latere remix van de Europese producer X-Treme was ook te horen in DDRMAX2: Dance Dance Revolution 7th MIX, uitgebracht in 2002.